# Зарубин, Алексей Петрович
Алексе́й Петро́вич Зару́бин (6 декабря 1913, Юрино, Васильсурский уезд, Нижегородская губерния, Российская империя ― 12 ноября 1998, Москва, Россия) ― советский художник. Один из организаторов и первый председатель Союза художников Марийской АССР (1961―1964). Участник Великой Отечественной войны.

## Биография
Родился 6 декабря 1913 года в посёлке Юрино ныне Юринского района Марий Эл.
В 1938 году окончил Всероссийскую академию художеств в Ленинграде (мастерская художника И. И. Бродского). После окончания академии жил и работал в Ленинграде.
В 1941 году призван в Красную армию. Участник Великой Отечественной войны: служил в 513 зенитном артиллерийском полку, рядовой-красноармеец. В 1941 году был тяжело ранен, лечился в госпитале.
В 1950-х годах переехал в Азербайджан, где работал преподавателем в художественном училище. Затем переехал в Москву.
В 1961―1964 годах ― один из организаторов и первый председатель Союза художников Марийской АССР. Принят в Союз художников СССР.
В 1964 году переехал в Москву, был участником многих художественных выставок.
Скончался 12 ноября 1998 года в Москве.

## Художественное творчество
Во время работы в Азербайджане в 1950-х годах с группой художников написал большое полотно «Сдача хлопка государству».
Во время жизни в Москве в соавторстве с художником А. Яр-Кравченко создал многофигурное полотно с первого съезда советских писателей под названием «Ответственность на вас». На ней запечатлена встреча писателей с М. Горьким. Сейчас эта картина находится в постоянной экспозиции в Государственном литературном музее.
Известен как мастер портрета: В. И. Ленина и Н. К. Крупской, выдающихся деятелей науки и искусства, народной артистки Марийской АССР А. Тихоновой (1959), композиторов И. Палантая (1960) и А. Эшпая (1960), поэта С. Вишневского (1961) и др.
Во время жизни в родном посёлке писал пейзажи, некоторых из работ подарил местному музею.
С 1964 года был участником художественных выставок в Москве, Казани, Куйбышеве и других городах СССР и России.

## Награды
- Юбилейная медаль «За доблестный труд. В ознаменование 100-летия со дня рождения Владимира Ильича Ленина» (1970)

## Память
- Художественные работы А. П. Зарубина ныне хранятся и выставляются в крупнейших музеях России и постсоветского пространства (Научно-исследовательский музей при Российской академии художеств, Государственный литературный музей, Азербайджанский национальный музей искусств и пр.), в ведущих музеях Марий Эл ― Национальном музее имени Т. Евсеева и Республиканском музее изобразительных искусств, а также в Юринском Историко-художественном музее имени Г. П. Лосева[5][10][11][12][13].
- В 2003 году в Йошкар-Оле прошла персональная выставка А. П. Зарубина[1].